# سفارة الصين في كوريا الشمالية
سفارة الصين في كوريا الشمالية هي أرفع تمثيل دبلوماسي لدولة الصين لدى كوريا الشمالية. تقع السفارة في Moranbong-guyok ‏ وهي تهدف لتعزيز المصالح الصينية في كوريا الشمالية.

## وصلات خارجية
- الموقع الرسمي
- قائمة سفارات الصين
- قائمة السفارات في كوريا الشمالية